# Tiff Needell
Timothy Needell známý jako Tiff Needell (* 29. října 1951, Havant, Hampshire) je bývalý britský automobilový závodník, pilot formule 1. Needell po svém odchodu z motorsportu se začal věnovat práci novináře, uváděl pořad Top Gear (1987-2001) či Fifth Gear . V současnosti uvádí pořad Lovecars.
V 90. letech experimentoval několika starty v rallye, v roce 1996 startoval v Britské rally s vozem Škoda Felicia Kit Car v týmu Škoda Motorsport.

## Osobní život
Žije ve Wiltshire se svou ženou Patsy a jejích třemi syny Jackem, Harrym a Georgem. Jeho mladší bratr Chris je šéfem týmu Barwell Motorsports, který v současné době závodí s Lamborghini Huracán GT3.
Je fotbalovým fanouškem a podporuje Southampton. Je také aktivním uživatelem Twitteru.
Pracuje také jako řečník.
Je bývalý dlouholetý ambasador BMW. Jedinými vozy, které v současnosti vlastní, jsou BMW X5 druhé generace (E70) a jeho původní jednosedadlová Formule Ford Lotus 69 FF z roku 1971, kterou v roce 2015 znovu zakoupil, a nyní s ní závodí v závodech historiků.

## Výsledky
| Legenda k tabulce | Legenda k tabulce                                                                       |
| Barva             | Výsledek                                                                                |
| ----------------- | --------------------------------------------------------------------------------------- |
| Zlatá             | Vítěz                                                                                   |
| Stříbrná          | 2. místo                                                                                |
| Bronzová          | 3. místo                                                                                |
| Zelená            | Bodované umístění                                                                       |
| Modrá             | Nebodované umístění                                                                     |
| Modrá             | Dokončil neklasifikován (NC)                                                            |
| Fialová           | Odstoupil (Ret)                                                                         |
| Červená           | Nekvalifikoval se (DNQ)                                                                 |
| Červená           | Nepředkvalifikoval se (DNPQ)                                                            |
| Černá             | Diskvalifikován (DSQ)                                                                   |
| Bílá              | Nestartoval (DNS)                                                                       |
| Bílá              | Závod zrušen (C)                                                                        |
| Světle modrá      | Pouze trénoval (PO)                                                                     |
| Světle modrá      | Páteční testovací jezdec (TD)                                                           |
| Bez barvy         | Netrénoval (DNP)                                                                        |
| Bez barvy         | Vyřazen (EX)                                                                            |
| Bez barvy         | Nepřijel (DNA)                                                                          |
| Bez barvy         | Odvolal účast (WD)                                                                      |
| Bez barvy         | Nezúčastnil se (prázdné)                                                                |
| Označení          | Význam                                                                                  |
| Tučnost           | Pole position                                                                           |
| Kurzíva           | Nejrychlejší kolo                                                                       |
| †                 | Jezdec nedojel do cíle, ale byl klasifikován, protože odjel více než 90 % délky závodu. |
| ‡                 | Byl udělován poloviční počet bodů, protože bylo odjeto méně než 75 % délky závodu.      |
| Horní index       | Umístění bodujících jezdců ve sprintu                                                   |

### Formule 1
| Rok  | Tým                 | Šasi        | Motor       | 1   | 2   | 3   | 4   | 5       | 6       | 7   | 8   | 9   | 10  | 11  | 12  | 13  | 14  | WDC | Points |
| ---- | ------------------- | ----------- | ----------- | --- | --- | --- | --- | ------- | ------- | --- | --- | --- | --- | --- | --- | --- | --- | --- | ------ |
| 1980 | Unipart Racing Team | Ensign N180 | Cosworth V8 | ARG | BRA | RSA | USW | BEL Ret | MON DNQ | FRA | GBR | GER | AUT | NED | ITA | CAN | USA | NC  | 0      |

### 24 hodin Le Mans
| Rok  | Tým                            | Posádka                       | Vůz                              | Třída  | Kola | Třída     | Celkově   |
| ---- | ------------------------------ | ----------------------------- | -------------------------------- | ------ | ---- | --------- | --------- |
| 1981 | Ian Bracey                     | Tony Trimmer                  | Ibec-Hesketh 308LM-Ford Cosworth | S +2.0 | 95   | DNF       | DNF       |
| 1982 | Nimrod Racing Automobiles Ltd. | Bob Evans Geoff Lees          | Nimrod NRA/C2-Aston Martin       | C      | 55   | DNF       | DNF       |
| 1983 | EMKA Productions Ltd.          | Steve O'Rourke Nick Faure     | EMKA C83/1-Aston Martin          | C      | 275  | 17. místo | 13. místo |
| 1984 | Porsche Kremer Racing          | David Sutherland Rusty French | Porsche 956                      | C1     | 321  | 9. místo  | 9. místo  |
| 1985 | EMKA Productions Ltd.          | Steve O'Rourke Nick Faure     | EMKA C84/1-Aston Martin          | C1     | 338  | 11. místo | 11. místo |
| 1987 | Toyota Team Tom's              | Masanori Sekiya Kaoru Hoshino | Toyota 87C-L                     | C1     | 39   | DNF       | DNF       |
| 1988 | Toyota Team Tom's              | Paolo Barilla Hitoshi Ogawa   | Toyota 88C                       | C1     | 283  | 24. místo | 15. místo |
| 1989 | Richard Lloyd Racing           | Derek Bell James Weaver       | Porsche 962C GTi                 | C1     | 339  | DNF       | DNF       |
| 1990 | Alpha Racing Team              | David Sears Anthony Reid      | Porsche 962C                     | C1     | 352  | 3. místo  | 3. místo  |
| 1991 | Porsche Kremer Racing          | Tomás López Gregor Foitek     | Porsche 962CK6                   | C2     | 18   | DNF       | DNF       |
| 1992 | ADA Engineering                | Derek Bell Justin Bell        | Porsche 962C GTi                 | C3     | 284  | 12. místo | 5. místo  |
| 1995 | PC Automotive Jaguar           | Richard Piper James Weaver    | Jaguar XJ220                     | GT1    | 135  | DNF       | DNF       |
| 1996 | Newcastle United Lister        | Geoff Lees Anthony Reid       | Lister Storm GTS                 | GT1    | 295  | 19. místo | 11. místo |
| 1997 | Newcastle United Lister        | Geoff Lees George Fouché      | Lister Storm GTL                 | GT1    | 21   | DNF       | DNF       |

### WRC
| Rok  | Tým          | Třída | Vůz                     | 1   | 2   | 3   | 4   | 5   | 6   | 7   | 8   | 9   | 10  | 11  | 12  | 13  | 14    | PJ | Body |
| ---- | ------------ | ----- | ----------------------- | --- | --- | --- | --- | --- | --- | --- | --- | --- | --- | --- | --- | --- | ----- | -- | ---- |
| 1992 | Tiff Needell | PWRC  | Ford Sierra RS Cosworth | MON | SWE | POR | KEN | FRA | GRE | NZL | ARG | FIN | AUS | ITA | CIV | ESP | GBR 7 | NC | 0    |

#### 2-L MS
| Rok  | Tým              | Vůz                   | 1   | 2   | 3   | 4   | 5   | 6   | 7   | 8      | Umístění | Body |
| ---- | ---------------- | --------------------- | --- | --- | --- | --- | --- | --- | --- | ------ | -------- | ---- |
| 1996 | Škoda Motorsport | Škoda Felicia Kit Car | MON | POR | FRA | ARG | NZL | AUS | ESP | GBR 27 | NC       | 0    |